# ZCCHC2
ZCCHC2‏ (Zinc finger CCHC-type containing 2) هوَ بروتين يُشَفر بواسطة جين ZCCHC2 في الإنسان.